# Barbella elegantula
Barbella elegantula är en bladmossart som beskrevs av Brotherus och Iishiba 1929. Barbella elegantula ingår i släktet Barbella och familjen Meteoriaceae. Inga underarter finns listade i Catalogue of Life.